# Agustín Moya
Agustín Roberto Moya Poblete (Santiago de Chile, 29 de noviembre de 1949) es un actor chileno de larga trayectoria en cine, teatro y televisión.
Cursó sus estudios de teatro en la Escuela de Teatro de la Universidad de Chile, egresando en 1972. Ejerció como actor en diversas compañías de teatro, entre ellas; El Ángel (de Ana González), Teatro Silvia Piñeiro (de Silvia Piñeiro), Alicia Quiroga, Grupo Pincheira y La Falacia. 
Destacó principalmente por sus participaciones secundarias en teleseries de TVN y Canal 13 durante las décadas de los '80, '90, y 2000. Actualmente se ha dedicado más al teatro y al cine, y en televisión a series e unitarios. Es padre del saxofonista de jazz Agustín Moya.

## Televisión
| Año  | Título                         | Papel               | Notas        |
| ---- | ------------------------------ | ------------------- | ------------ |
| 1982 | Bienvenido hermano Andes       | Antonio Ríos        |              |
| 1983 | Las herederas                  | Mario Brito         |              |
| 1985 | Matrimonio de papel            | Gerardo Robinson    |              |
| 1985 | El prisionero de la medianoche | Fernando Bueras     |              |
| 1986 | La villa                       | Alejandro Miranda   |              |
| 1988 | Bellas y audaces               | Daniel Riquelme     |              |
| 1988 | Matilde dedos verdes           | Hugo Fuzzelli       | ¿? episodios |
| 1989 | A la sombra del ángel          | Enrique Amenábar    |              |
| 1992 | Trampas y caretas              | Renato Mayer        |              |
| 1994 | Rompecorazón                   | Philippe Garnier    |              |
| 1994 | Rojo y miel                    | Fotógrafo           | 1 episodio   |
| 1996 | Adrenalina                     | Larry Taylor        |              |
| 1997 | Playa salvaje                  | David               |              |
| 1998 | Marparaíso                     | Juan Pablo          | ¿? episodios |
| 1999 | Fuera de control               | Octavio Meneses     |              |
| 1999 | Cerro alegre                   | Moya                | 1 episodio   |
| 2000 | Sabor a ti                     | Armando             | ¿? episodios |
| 2005 | Brujas                         | Apostador           | 2 episodios  |
| 2006 | Charly tango                   | Rodrigo Riquelme    | ¿? episodios |
| 2006 | Montecristo                    | Amenábar            | ¿? episodios |
| 2007 | Papi ricky                     | Salvador Tapia      | 8 episodios  |
| 2007 | Fortunato                      | Segundo             | ¿? episodios |
| 2009 | Corazón rebelde                | Federico Valdivieso | 4 episodios  |
| 2010 | Feroz                          | Elías Carrera       | 43 episodios |
| 2013 | Las Vega's                     | Acuña               | 3 episodios  |
| 2014 | Volver a amar                  | Fernando Andrade    | 15 episodios |
| 2014 | Valió la pena                  | Ismael Rodríguez    | 2 episodios  |

| Año        | Título                          | Papel                      | Notas                              |
| ---------- | ------------------------------- | -------------------------- | ---------------------------------- |
| 1979       | Martín Rivas (1979)             | Agustín Encina             |                                    |
| 1990       | Corín Tellado                   | Juan                       | Episodio: Tu silencio y el mío     |
| 1996       | Amor a domicilio, la comedia    | Amigo de Polo              |                                    |
| 1998       | Las historias de Sussi          | Guillermo                  | Episodio: Sussi en el cabaret      |
| 2000, 2006 | El día menos pensado            | Camilo Mori / Aravena      | 2 episodios                        |
| 2003-2008  | Mea culpa                       | Clemente/ Fray León / Milo | 3 episodios                        |
| 2004       | Bienvenida Realidad             | Renato                     | Episodio: A la universidad         |
| 2005       | Mitú                            | Adán Armazán               |                                    |
| 2006       | Justicia para todos             | Noriega                    | Episodio: Tráfico de órganos       |
| 2008       | Huaiquimán y Tolosa             | Director de película       | Episodio: Vidas cruzadas           |
| 2009       | Mi Bella Genio                  | Paulo                      | Episodio: Luz, cámara, Jeannie     |
| 2014       | Los archivos del cardenal       | Magistrado                 | 1 episodio                         |
| 2015       | Zamudio                         | Hombre en discotheque      | Episodio: Los verdaderos culpables |
| 2015       | Juana Brava                     | Nibaldo                    | 1 episodio                         |
| 2015       | Los años dorados                | Franco Calzanni            | 4 episodios                        |
| 2016       | Casa de Angelis                 | Raúl Del Campo             | Episodio: Los secretos             |
| 2017       | 12 días que estremecieron Chile | Santiago Manríquez         | Episodio: Informe Valech           |
| 2018       | Martín, el hombre y la leyenda  | —                          |                                    |
| 2020       | Los Carcamales                  | Baltazar Castro            |                                    |
| 2020       | El Presidente                   | Juan Ángel Napout          | 8 episodios                        |
| 2021       | Los Prisioneros                 | —                          |                                    |
| 2023       | Casado con hijos                | Couch brasileño            | Episodio: Agente topo              |